# Naturpark Mannersdorf-Wüste
Der Naturpark Mannersdorf-Wüste liegt in der Gemeinde Mannersdorf am Leithagebirge im südöstlichen Niederösterreich, ist Teil des Landschaftsschutzgebietes Leithagebirge und stellt ein Naherholungsgebiet am Rande des Wiener Beckens dar. Der Name leitet sich von einer ungenauen Übersetzung des griechischen Wortes „eremos“ als "Einsiedelei, Wüste" ab, die sich im Volksmund durchsetzte. 

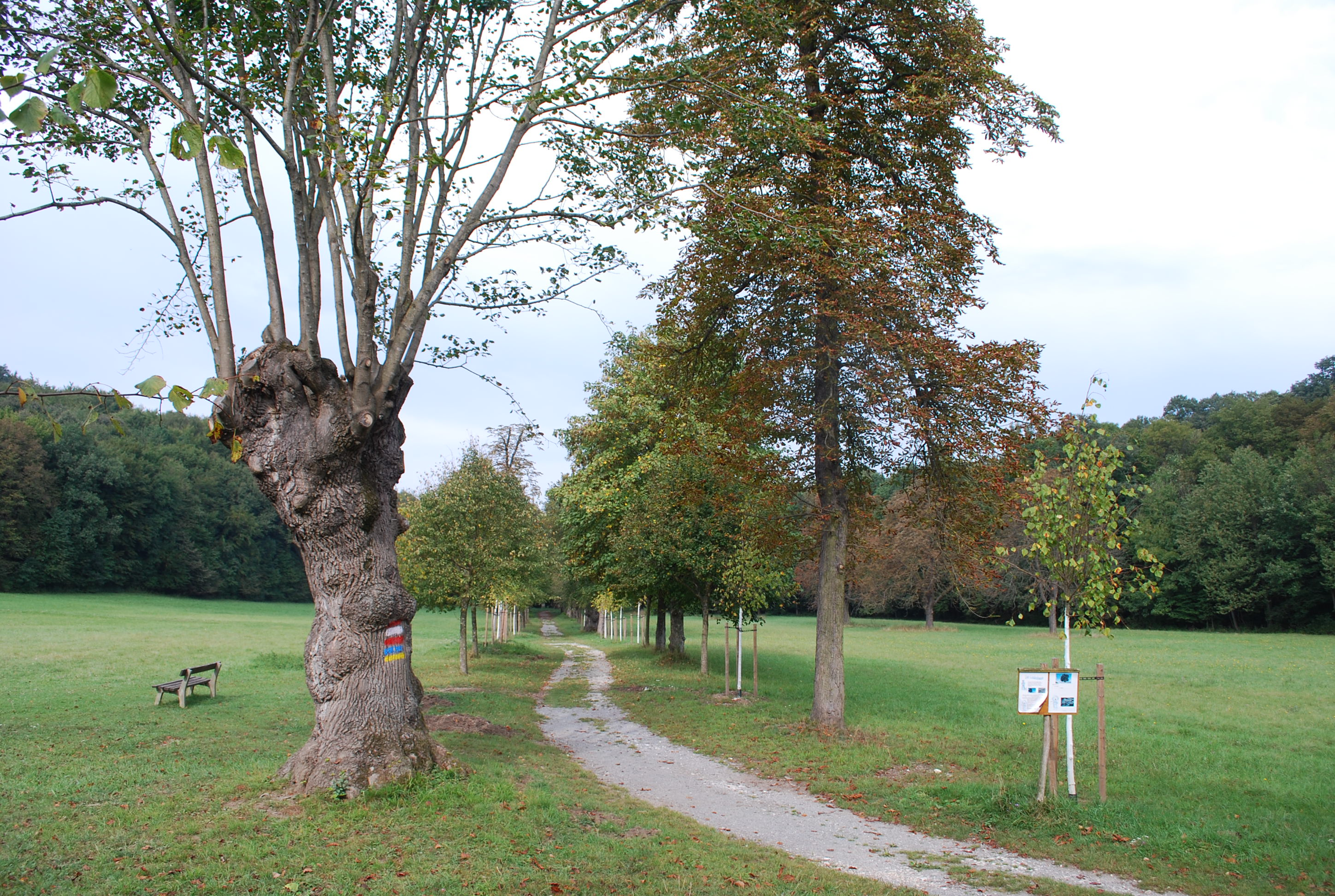
Lindenallee, Mannersdorf-Wüste

## Lage und Landschaft
Der Naturpark wird von Eichen-Hainbuchenwäldern an den Hängen des Leithagebirges geprägt. Sein Hauptbereich befindet sich im Areal des 1783 von Kaiser Joseph II. aufgehobenen Klosters der unbeschuhten Karmeliter „St. Anna in der Wüste“. Das Gebiet ist von einer 4,5 Kilometer langen Mauer umschlossen.

## Geschichte
Das Kloster St. Anna wurde 1644 von Eleonora von Mantua gegründet und erlebte später, nach der Zerstörung durch die Türken im Jahre 1683, zur Zeit Maria Theresias eine Blüte. Da es sich bei den Unbeschuhten Karmelitern um einen beschaulichen Orden handelt, wurde das Kloster im Zuge der Klosteraufhebungen von Josef II. am 1. September 1783 aufgelassen.

## Natürliche Sehenswürdigkeiten
- Eichen-Hainbuchenwälder
- Teiche und Streuobstwiesen im ehemaligen Klosterareal
- Lindenallee vor der Klosteranlage

## Errichtete Sehenswürdigkeiten und Erschließung

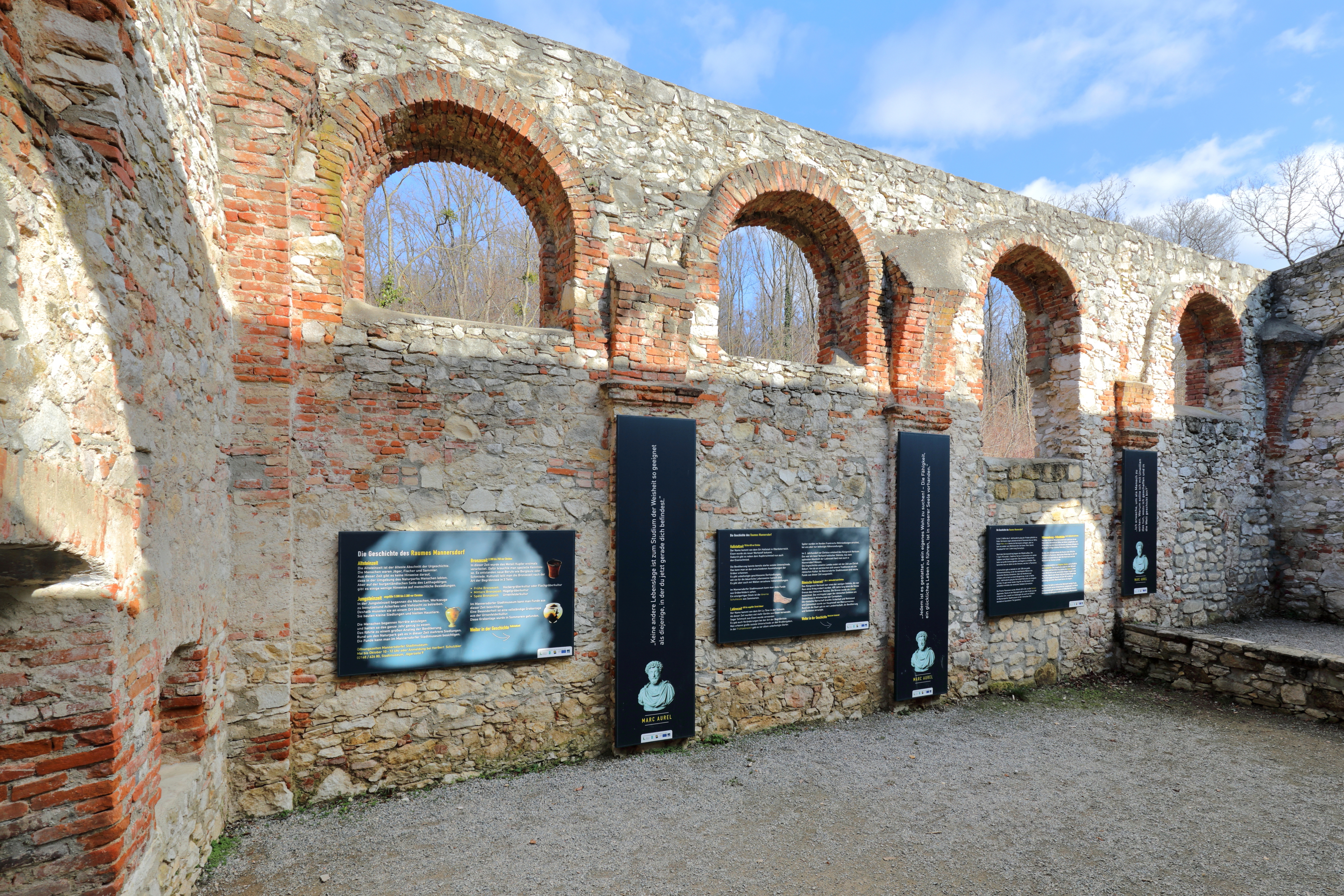
Die ehem. Leopoldskapelle; ein Teil der Klosteranlage „St. Anna in der Wüste“

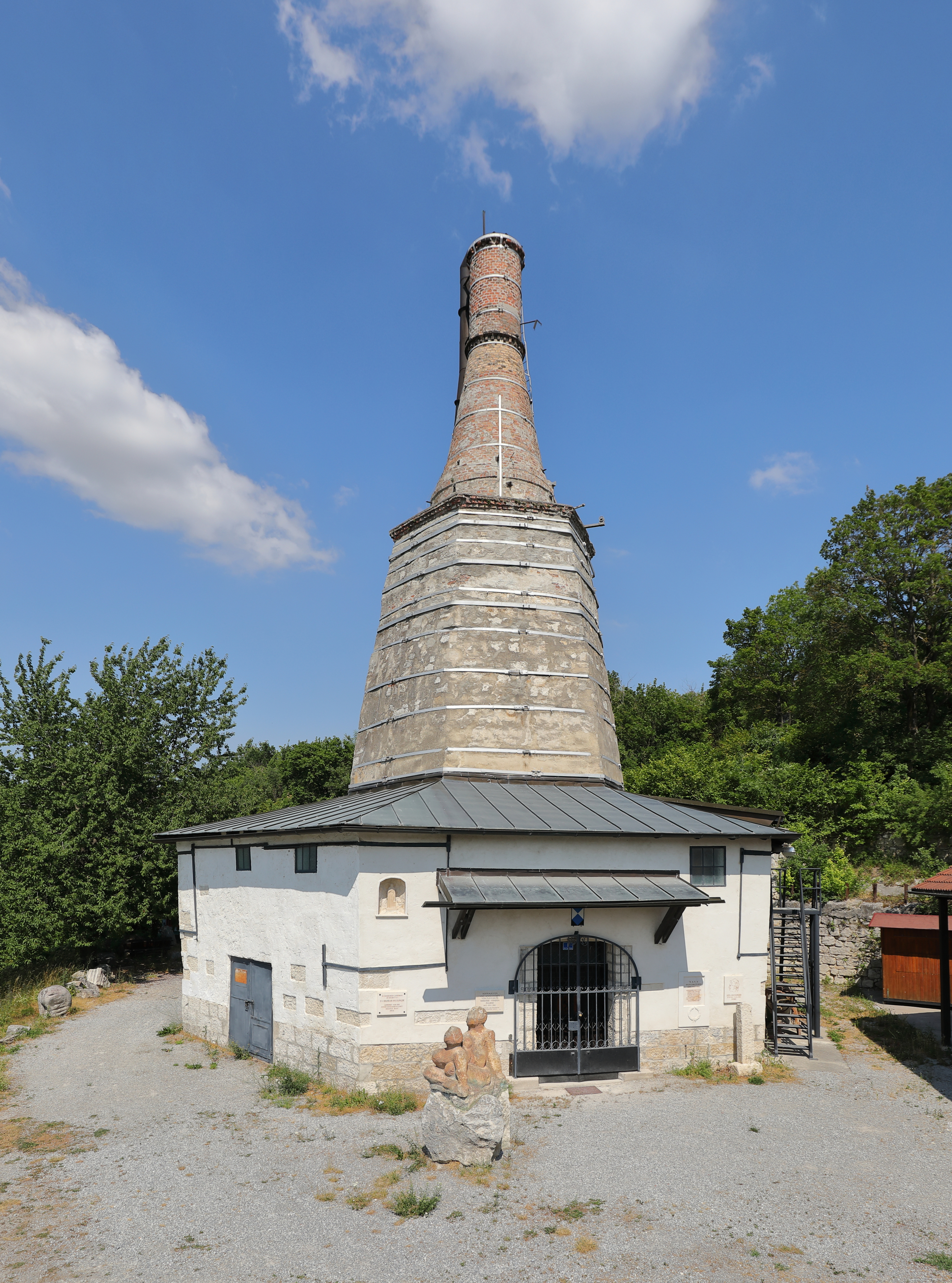
Kalkofen Baxa

1986 wurde das Gebiet als Naturpark eröffnet. 2015 wurde ein Rundweg durch den Park angelegt, der thematisch den Erkenntnissen des römischen Kaisers Mark Aurel gewidmet ist, der hier angeblich Station machte.
Sehenswürdigkeiten
- Klosteranlage mit Klosterkirche „St. Anna in der Wüste“
- Reste der Klostermauer um das Areal und Ruinen von Nebengebäuden
- Ruine Scharfeneck: 1555 bei einem Blitzschlag zerstört
- Museum in Mannersdorf am Leithagebirge
- Industriedenkmal „Kalkofen Baxa“